# ان‌جی‌سی ۷۴۹۶
ان‌جی‌سی ۷۴۹۶ (انگلیسی: NGC 7496) یک کهکشان مارپیچی میله‌ای است که در صورت فلکی درنا و در فاصله حدود ۶۰ میلیون سال نوری از زمین قرار دارد. این کهکشان در ۵ سپتامبر ۱۸۳۴ توسط جان هرشل کشف شد.